# Badminton bei den Special Olympics World Summer Games
Badmintonwettbewerbe wurden bei den Special Olympics World Summer Games erstmals bei der neunten Austragung der Sommerspiele im Jahr 1995 ausgetragen.

## Austragungen
| Spiele | Jahr      | Ort            |                |
| ------ | --------- | -------------- | -------------- |
|        | 1968 1991 | ohne Badminton | ohne Badminton |
| 1.     | 1995      | New Haven      |                |
| 2.     | 1999      | Durham         |                |
| 3.     | 2003      | Dublin         |                |
| 4.     | 2007      | Shanghai       |                |
| 5.     | 2011      | Athen          |                |
| 6.     | 2015      | Los Angeles    |                |
| 7.     | 2019      | Abu Dhabi      |                |
| 8.     | 2023      | Berlin         |                |